# 颱風榴槤 (2006年)

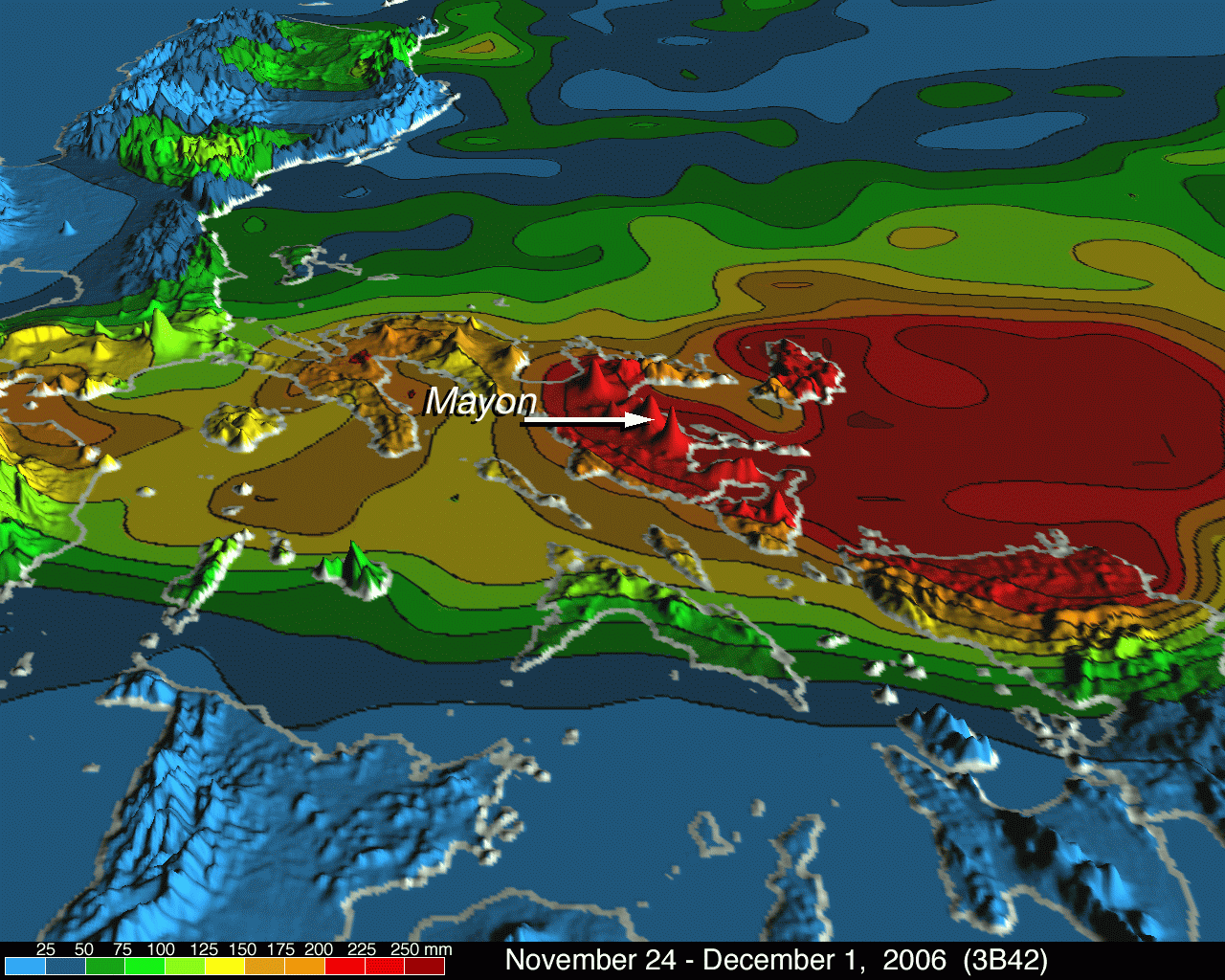
榴槤在菲律賓的總雨量分布圖

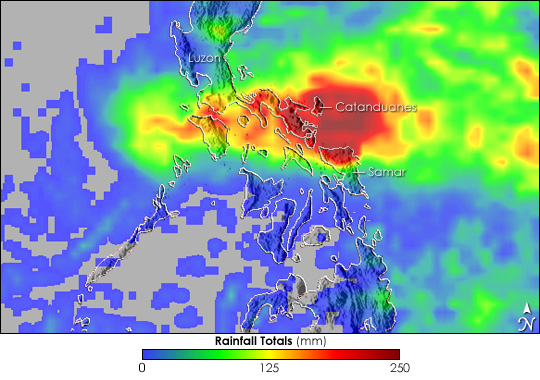
榴槤在菲律賓的總雨量分布圖

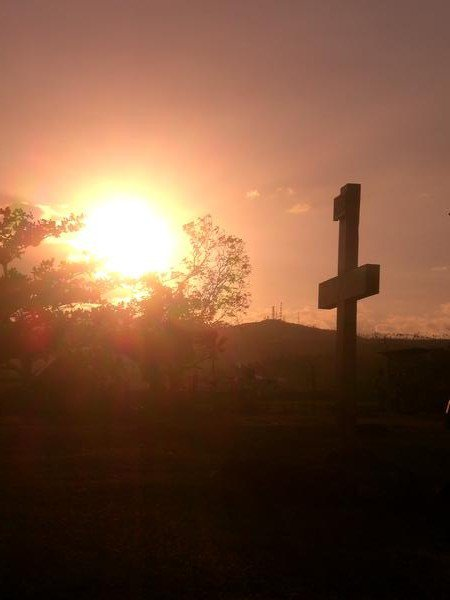
位於比科爾的颱風榴槤紀念墳墓

颱風榴槤（英語：Typhoon Durian，國際編號：0621，JTWC編號： 24W，菲律賓大氣地球物理和天文管理局：Reming），是2006年太平洋颱風季的一個熱帶氣旋。「榴槤」（ทุเรียน）是由泰國提供的名稱，是泰國人喜愛的一種水果。
榴槤所挾帶的災害，是造成2006-2007年東南亞洪災的背景因素之一。
由於榴槤造成極大的災害，2006年12月4日至9日的第39次世界氣象組織颱風委員會會議中決定把「榴槤」這個名字退役，由「山竹」替代。

## 發展過程
在11月26日，一熱帶低氣壓於雅蒲島以東、關島西南方形成，並向西移動。同日上午日本氣象廳將它升格為熱帶風暴，並將它命名為榴槤。
榴槤於11月27日增強成強烈熱帶風暴，並於11月28日達到颱風強度。榴槤於11月29日迅速增強至四級颱風強度，是繼颱風象神、颱風西馬侖、颱風飛燕後，於2006年秋天第4個在登陸菲律賓之前於菲律賓以東海域突然迅速增強至相當於萨菲尔-辛普森飓风等级之四級颱風或以上的熱帶氣旋，這可能和該區的海水溫度較高有關。
榴槤在11月30日上午登陸呂宋東南部，並於12月1日進入南海中部，並減弱為一級颱風。
榴槤於12月3日在南海重新增強至三級颱風強度，並轉西南偏西移動，但到了12月4日日間已減弱為強烈熱帶風暴，及轉向西南移動，靠近越南南部海岸。
12月4日晚上，榴槤的對流於越南東南部沿岸重新發展，並重新發展出風眼，日本氣象廳和美國海軍聯合颱風警報中心將其重新升格為一級颱風。12月5日4時左右，榴槤在胡志明市以南90公里內略過並登陸。榴槤在日間減弱為熱帶風暴，並在10時進入泰國灣。由於榴槤的對流差不多全部消散，各大氣象台隨即把榴槤降格為熱帶低氣壓或低壓區。
榴槤的殘餘於12月6日在泰國灣重新組織，被聯合颱風警報中心定為Fair熱帶擾動，它繼續向西移動，橫過馬來半島，進入安達曼海。不過榴槤的殘餘低壓區無法重新組織，結果2日後（12月8日）於印度以東海域正式消散。

## 影響

### 菲律賓
當地發出之最高熱帶氣旋警告信號：三號風暴信號
菲律賓大氣地球物理和天文管理局對卡坦端內斯省、阿爾拜省、北甘馬粦省及南甘馬粦省等地發出了最高級別的四號熱帶氣旋信號，是一個月之內第三次發出此信號。
榴槤於11月30日中午時分登陸呂宋島東南部阿爾拜省，由於榴槤在菲律賓中部眾島嶼間通過，其風眼沒有經過大型山脈，故能一直保持三至四級颱風強度橫掃多個島嶼，因此破壞力驚人。榴槤橫過菲律賓中部期間，在萊加斯皮市引發嚴重山泥傾瀉，同時暴雨混合馬榮火山噴出的火山灰，有三個城鎮及村落並山泥和火山灰淹沒。
菲律賓政府表示，颱風榴槤在當地已造成526人死亡、740人失蹤，100萬人直接受災。

### 越南
榴槤在12月4日開始影響越南南部，當局疏散近9萬人。
榴槤以一級颱風強度在12月5日中午前於胡志明市西南方的檳椥省登陸。在富國島，有800艘艇沉沒、約1100幢建築物被吹去屋頂、90%電線桿被吹倒。
榴槤已在越南造成55人死亡，26人失蹤。

## 除名
由於榴槤造成極大的災害，2006年12月4日至9日的第39次世界氣象組織颱風委員會會議中決定把榴槤除名，由「山竹」替代。
由於榴槤造成超過60.5億菲律賓比索的損失和1,400人死亡，菲律賓大氣地球物理和天文服務管理局把該颱風的當地名稱「Reming」從命名表中除名。以後將不再使用。2007選擇「Rub」替代「Reming」。

## 外部連結
- （英文）https://web.archive.org/web/20090826230250/http://metocph.nmci.navy.mil/jtwc.php 聯合颱風警報中心首頁
- （繁體中文）http://www.cwb.gov.tw （页面存档备份，存于） 中央氣象局首頁
- （日語）http://www.jma.go.jp/jma/index.html （页面存档备份，存于） 日本氣象廳首頁
- （英文）http://www.pagasa.dost.gov.ph/ （页面存档备份，存于） 菲律賓大氣地球物理和天文管理局首頁
- （繁體中文）http://www.hko.gov.hk （页面存档备份，存于） 香港天文台首頁
- （繁體中文）http://www.smg.gov.mo （页面存档备份，存于） 澳門地球物理暨氣象局首頁

1. ↑  Wednesday; December 2006, 6; Nations, 11:11 am Press Release: United. . www.scoop.co.nz.   [2024-09-30].
2. ↑  http://hk.news.yahoo.com/061204/60/1xmlp.html []
3. ↑  http://news.yahoo.com/s/afp/20061205/sc_afp/weathervietnamtyphoon_061205170956